# Olympische Sommerspiele 2004/Leichtathletik – Marathon (Frauen)

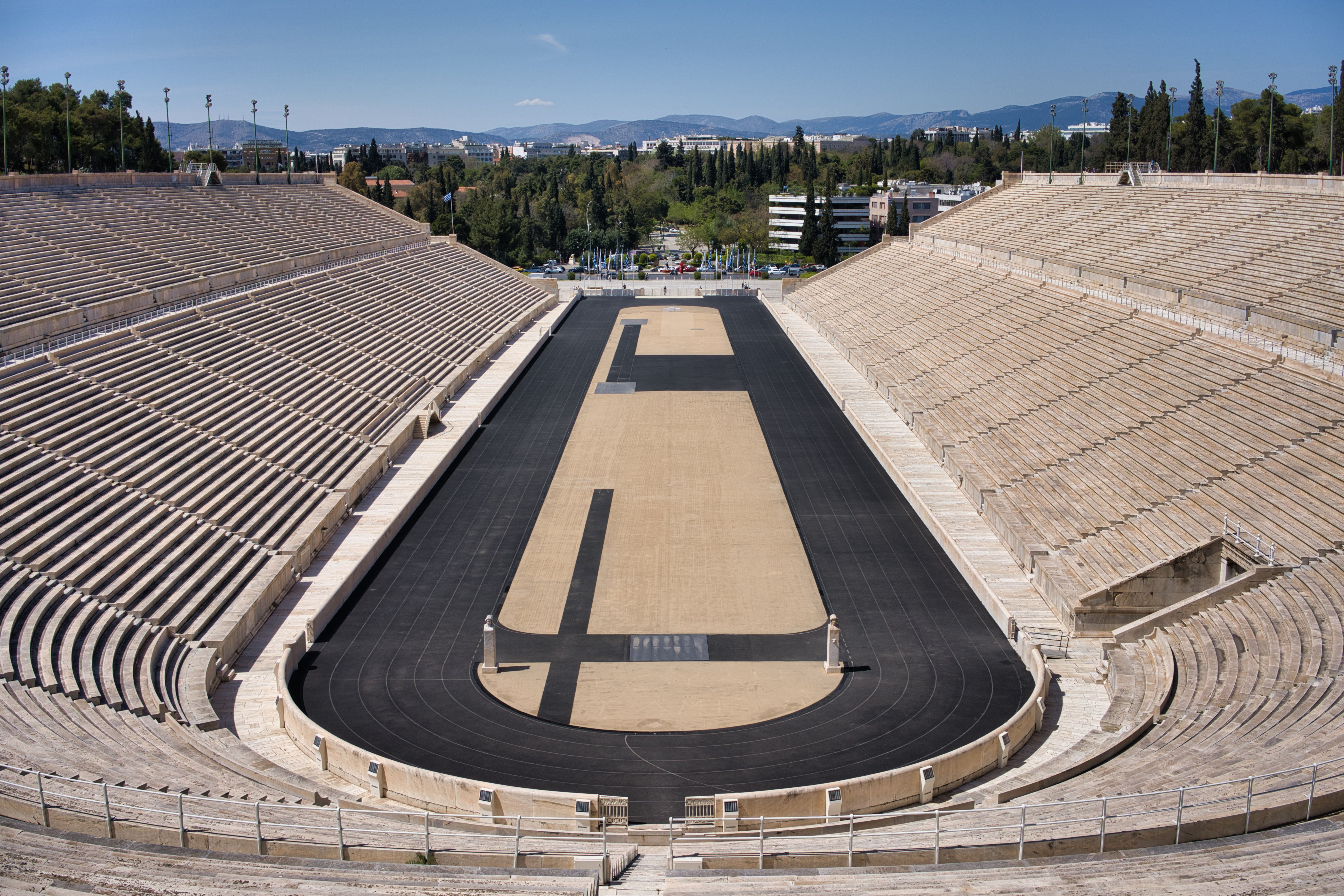
Das Athener Panathinaiko-Stadion im Jahr 2014

Der Marathonlauf der Frauen bei den Olympischen Spielen 2004 in Athen wurde am 22. August 2004 auf einem Kurs vom Ort Marathon zum Panathinaiko-Stadion in Athen ausgetragen. Von den 82 gestarteten Athletinnen erreichten 66 das Ziel.
Olympiasiegerin wurde die Japanerin Mizuki Noguchi. Sie gewann vor der Kenianerin Catherine Ndereba und der US-Amerikanerin Deena Kastor.
Mit Ulrike Maisch und Luminita Zaituc nahmen zwei Deutsche teil. Maisch konnte das Rennen nicht beenden, Zaituc erreichte das Ziel auf Platz achtzehn.
Athletinnen aus der Schweiz, Österreich und Liechtenstein nahmen nicht teil.

## Aktuelle Titelträgerinnen
| Olympiasiegerin 2000                      | Naoko Takahashi ( Japan)                   | 2:23:14 h                                  | Sydney 2000        |
| Weltmeisterin 2003                        | Catherine Ndereba ( Kenia)                 | 2:23:55 h                                  | Paris 2003         |
| Europameisterin 2002                      | Maria Guida ( Italien)                     | 2:26:05 h                                  | München 2002       |
| Panamerikanische Meisterin 2003           | Márcia Narloch ( Brasilien)                | 2:39:54 h                                  | Santo Domingo 2003 |
| Zentralamerika und Karibik-Meisterin 2003 | Wettbewerb nicht im Meisterschaftsprogramm | Wettbewerb nicht im Meisterschaftsprogramm | St. George’s 2003  |
| Südamerika-Meisterin 2002                 | Maria Baldaia ( Brasilien)                 | 2:36:07 h                                  | São Paulo 2002     |
| Asienmeisterin 2002                       | Zhang Shujing ( Volksrepublik China)       | 2:36:27 h                                  | Hongkong 2002      |
| Afrikameisterin 2004                      | Wettbewerb nicht im Meisterschaftsprogramm | Wettbewerb nicht im Meisterschaftsprogramm | Brazzaville 2004   |
| Ozeanienmeisterin 2002                    | Wettbewerb nicht im Meisterschaftsprogramm | Wettbewerb nicht im Meisterschaftsprogramm | Christchurch 2002  |

## Bestehende Rekorde
| Weltrekord         | 2:15:25 h | Paula Radcliffe ( Großbritannien) | London, Großbritannien | 13. April 2003     |
| Olympischer Rekord | 2:23:14 h | Naoko Takahashi ( Japan)          | OS Sydney, Australien  | 24. September 2000 |

Der bestehende olympische Rekord wurde bei diesen Spielen nicht erreicht. Die japanische Olympiasiegerin Mizuki Noguchi verfehlte den Rekord im Rennen am 22. August mit ihren 2:26:20 h um 3:06 Minuten. Zum Weltrekord fehlten ihr 10:55 Minuten.

## Streckenführung

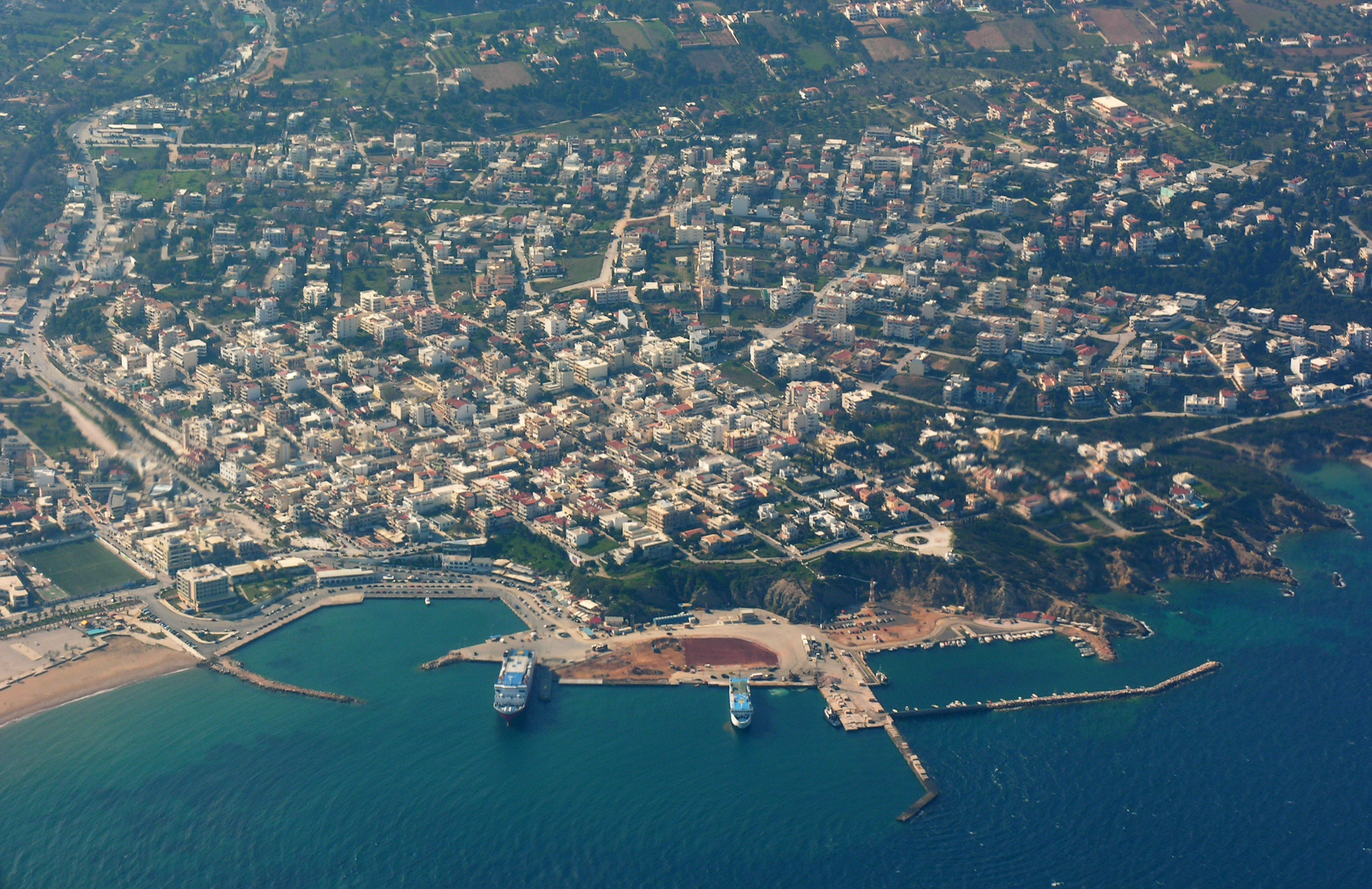
Der Hafen von Rafina im Jahr 2009

Die Strecke begann in der Ortschaft Marathon und führte über die Nationalstraße 83 zunächst nach Süden, wobei der Grabhügel der in der Schlacht bei Marathon gefallenen Athener umrundet wurde. Anschließend durchquerte der Kurs die Stadt Nea Makri. Nach zehn flachen Kilometern kamen nun die ersten Anstiege. Bei Rafina bog die Route nach Westen auf die Nationalstraße 54 ab. Über Rafina-Pikermi, Pallini und Gerakas gelangte man bei Streckenkilometer 32 nach Agia Paraskevi, wo mit 240 Metern über dem Meer der höchste Punkt der Strecke erreicht wurde. Von dort ging es bergab durch Chalandri, Cholargos und Goudi in die Kernstadt von Athen. Das Ziel befand sich im Panathinaiko-Stadion, in dem die Läufer noch eine Runde zurückzulegen hatten.

## Ausgangssituation
Die Britin Paula Radcliffe hatte im Vorjahr einen Weltrekord aufgestellt, der um mehr als drei Minuten besser war als die Zeit der in der Weltrangliste direkt hinter ihr platzierten Kenianerin Catherine Ndereba. Nur Radcliffe selber hatte darüber hinaus im Jahr 2002 noch eine Zeit erzielt, die nur knapp zwei Minuten langsamer war als ihr eigener Weltrekord. Allerdings war die Britin ausgerechnet im Olympiajahr durch einen verletzungsbedingten Trainingsrückstand nicht auf der Höhe ihres eigentlichen Könnens und es war erstaunlich, dass sie mit diesen Voraussetzungen sogar den Doppelstart über 10.000 Meter und im Marathonlauf realisierte. Favoritin war jetzt vor allem Ndereba als Nummer zwei der Weltrangliste und amtierende Weltmeisterin. Weitere klare Medaillenanwärterinnen waren nach ihrem Erfolg bei den letzten Weltmeisterschaften die beiden Japanerinnen Mizuki Noguchi als Vizeweltmeisterin und Naoko Sakamoto als WM-Vierte. Auch die anstelle der WM-Dritten Masako Chiba für Japan nominierte Vizeweltmeisterin von 2001 Reiko Tosa gehörte zum Kreis der Favoritinnen, ebenso wie die rumänische Weltmeisterin von 2001 und Silbermedaillengewinnerin von 2000 Lidia Șimon.

## Das Rennen

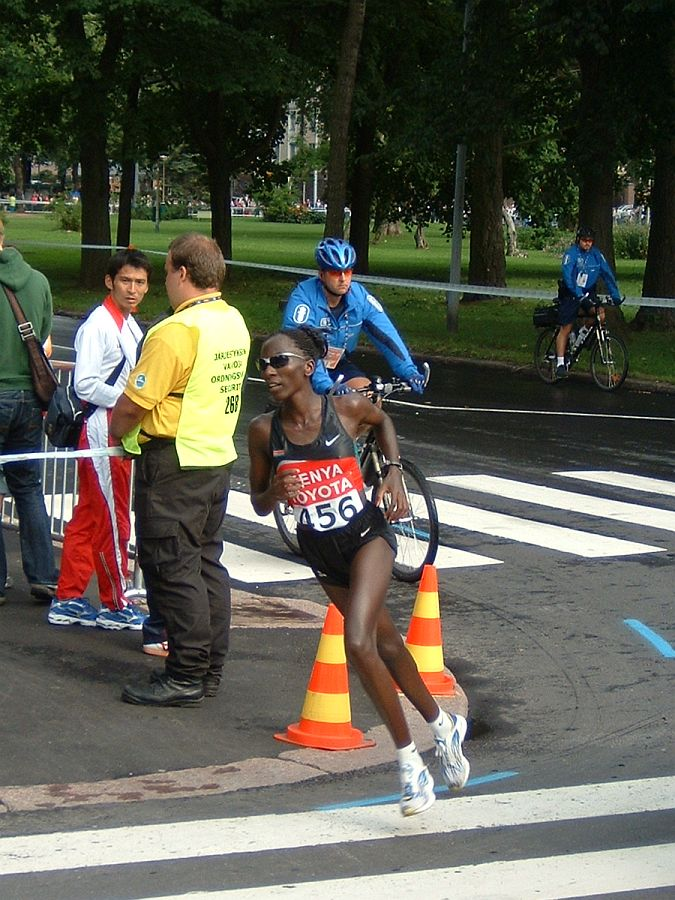
Silbermedaillengewinnerin Catherine Ndereba

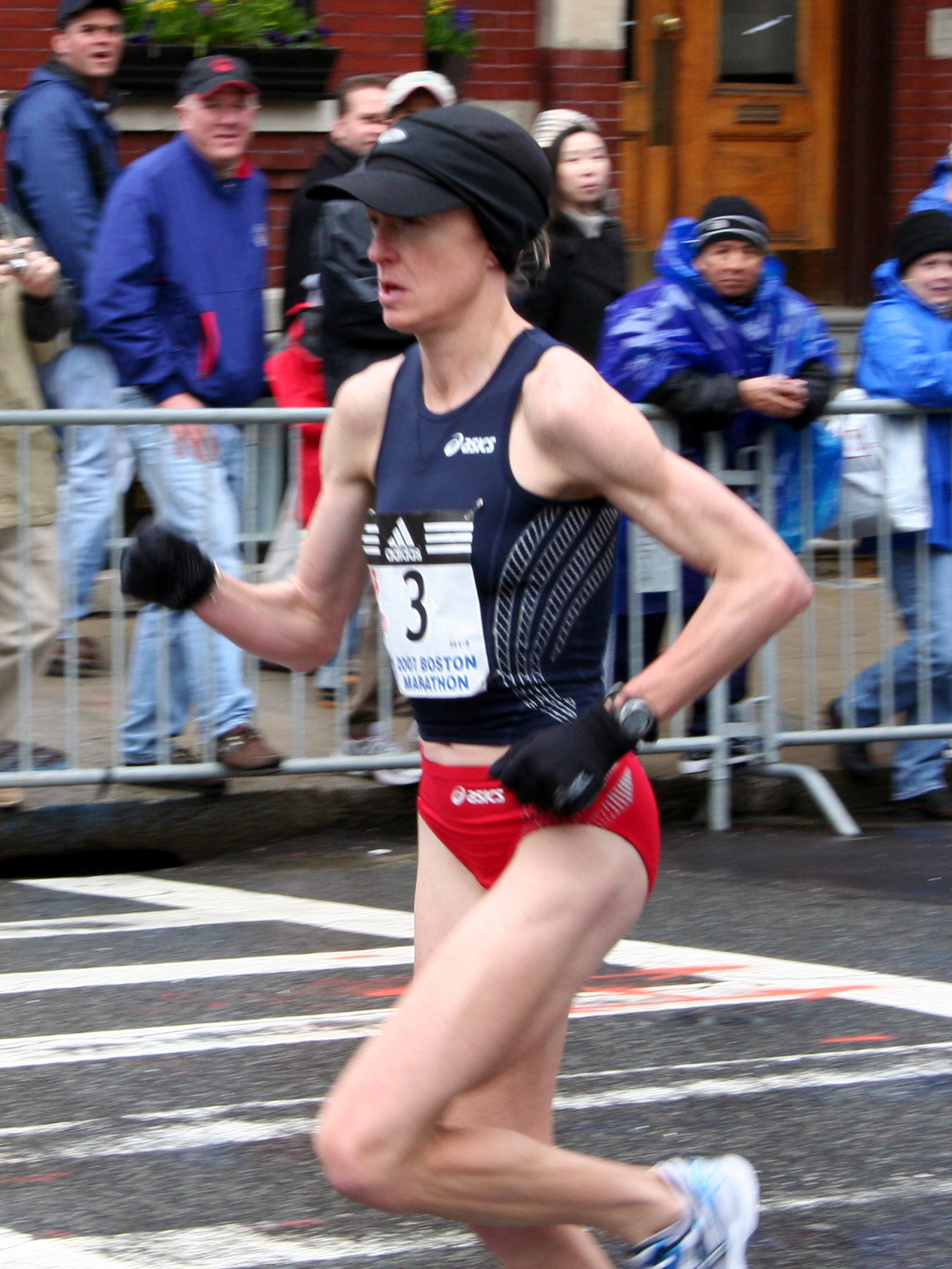
Bronzemedaillengewinnerin Deena Kastor

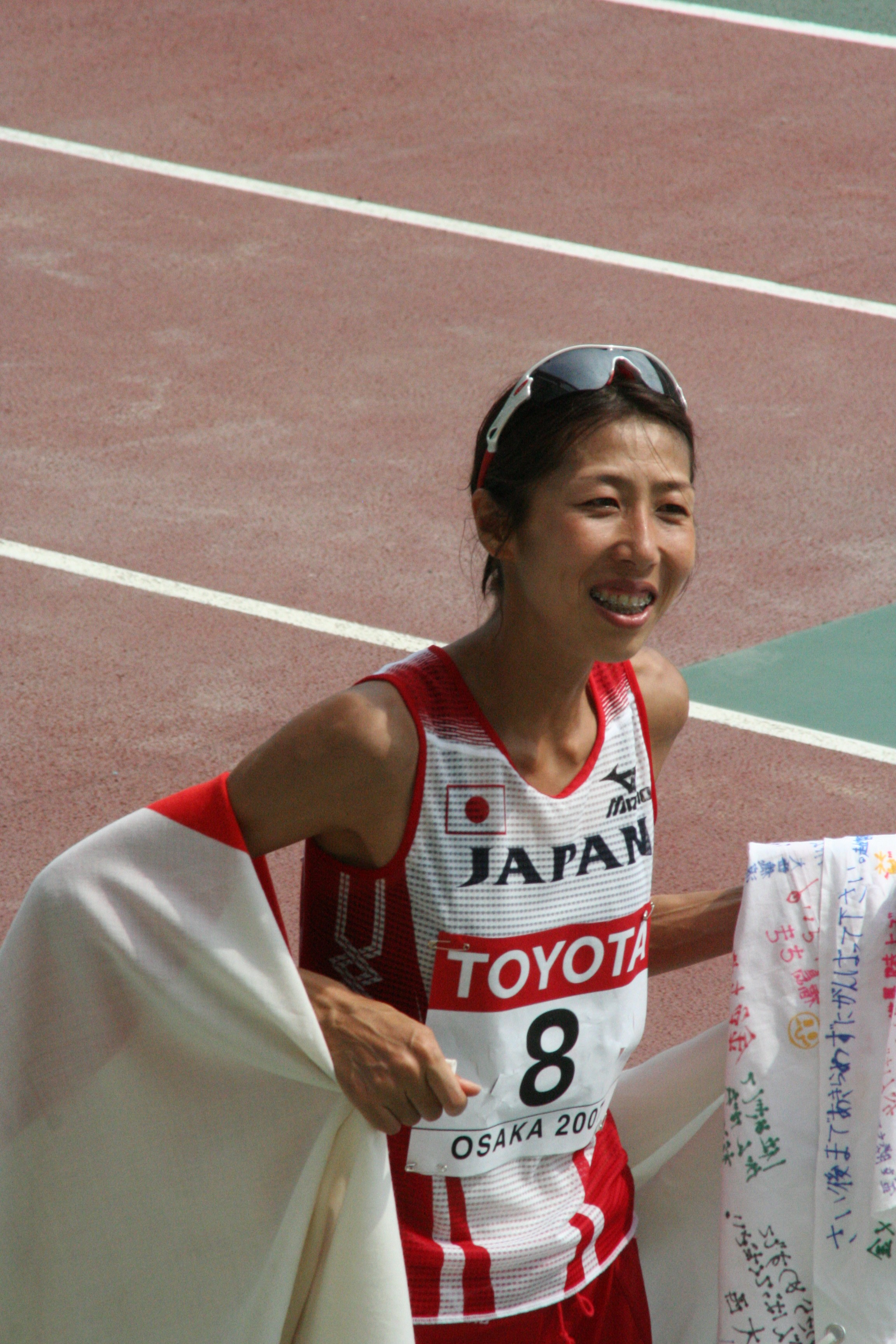
Die fünftplatzierte Reiko Tosa

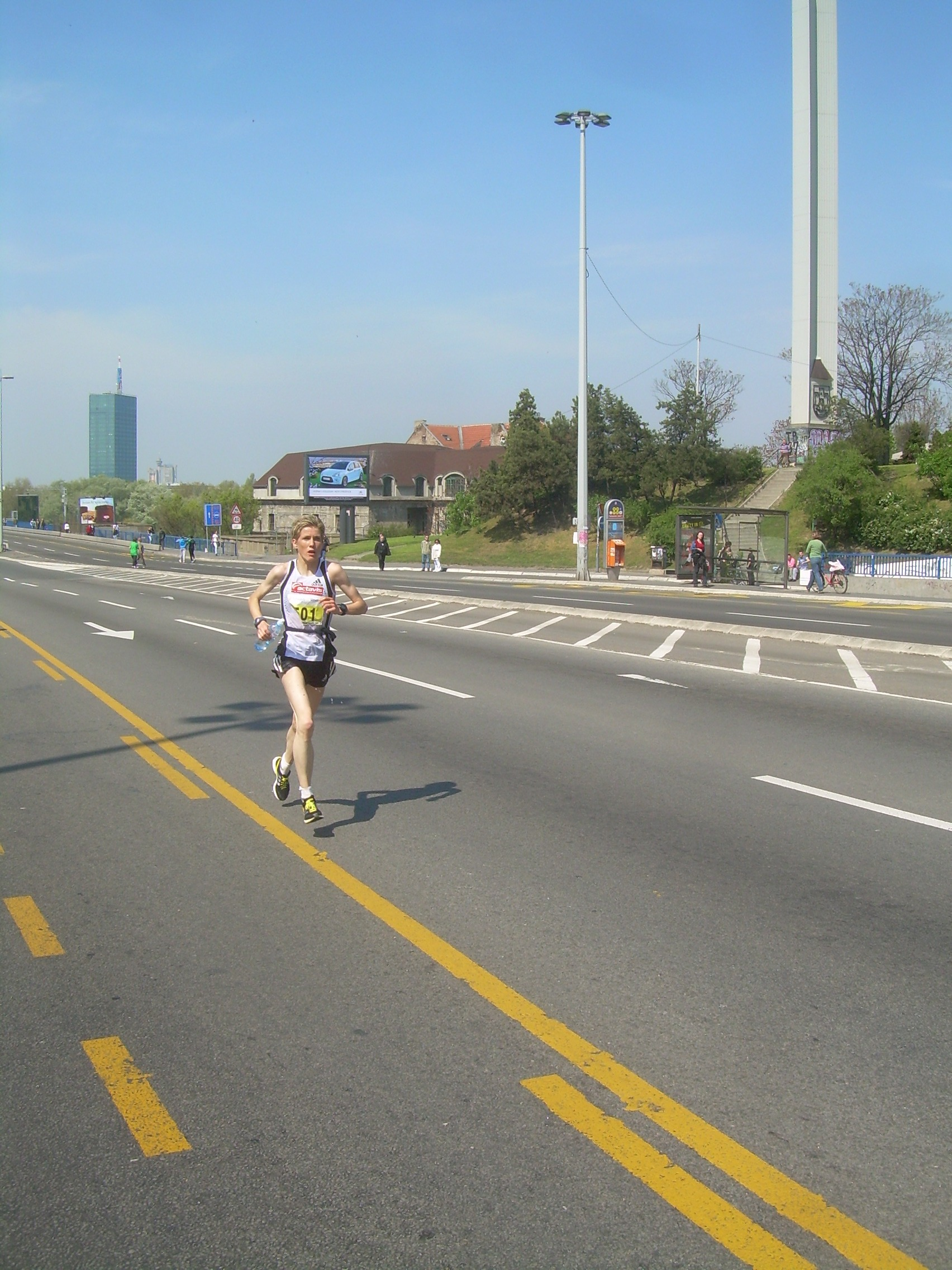
Olivera Jevtić belegte Rang sechs

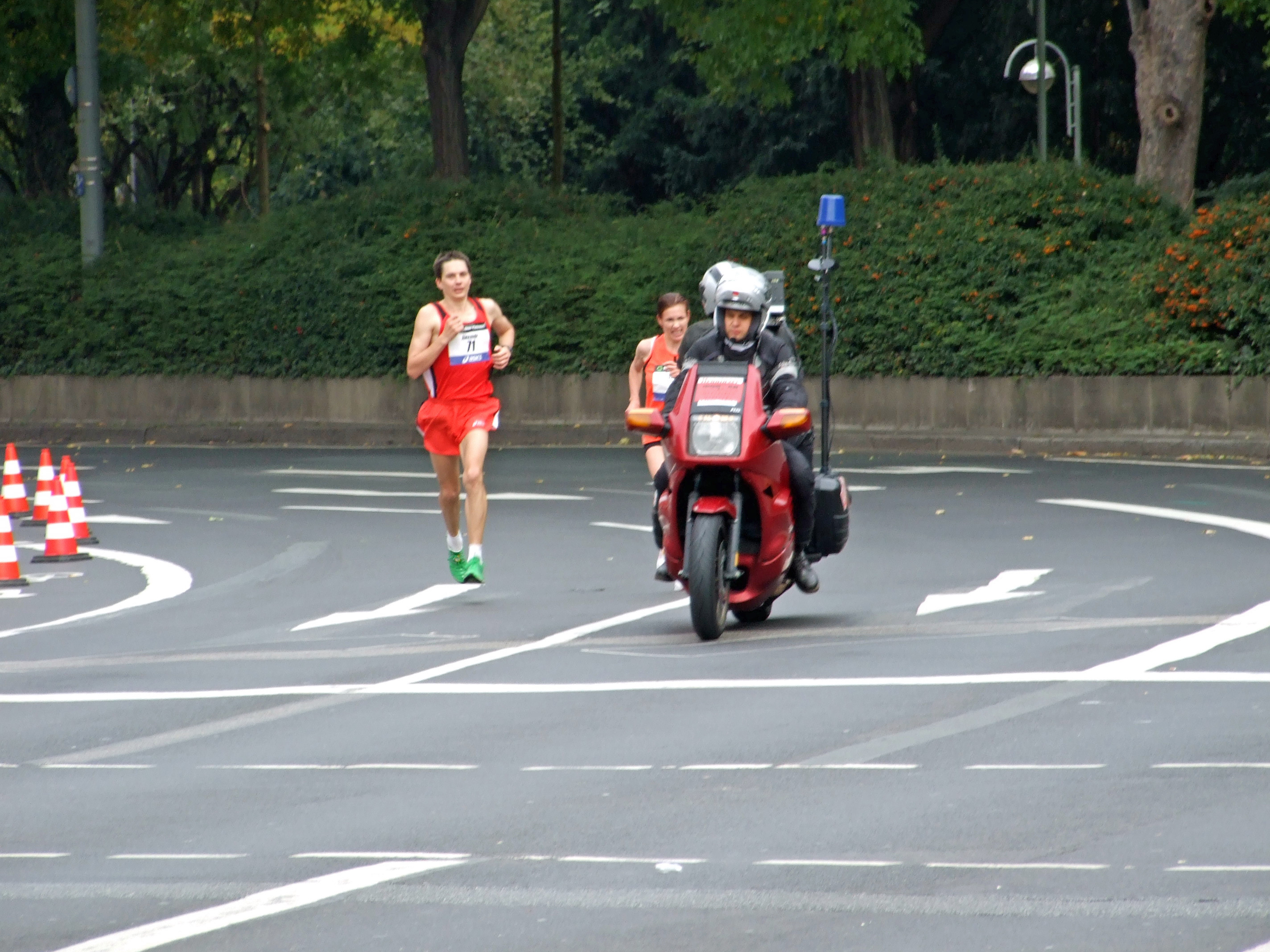
Swetlana Sacharowa erreichte Platz neum

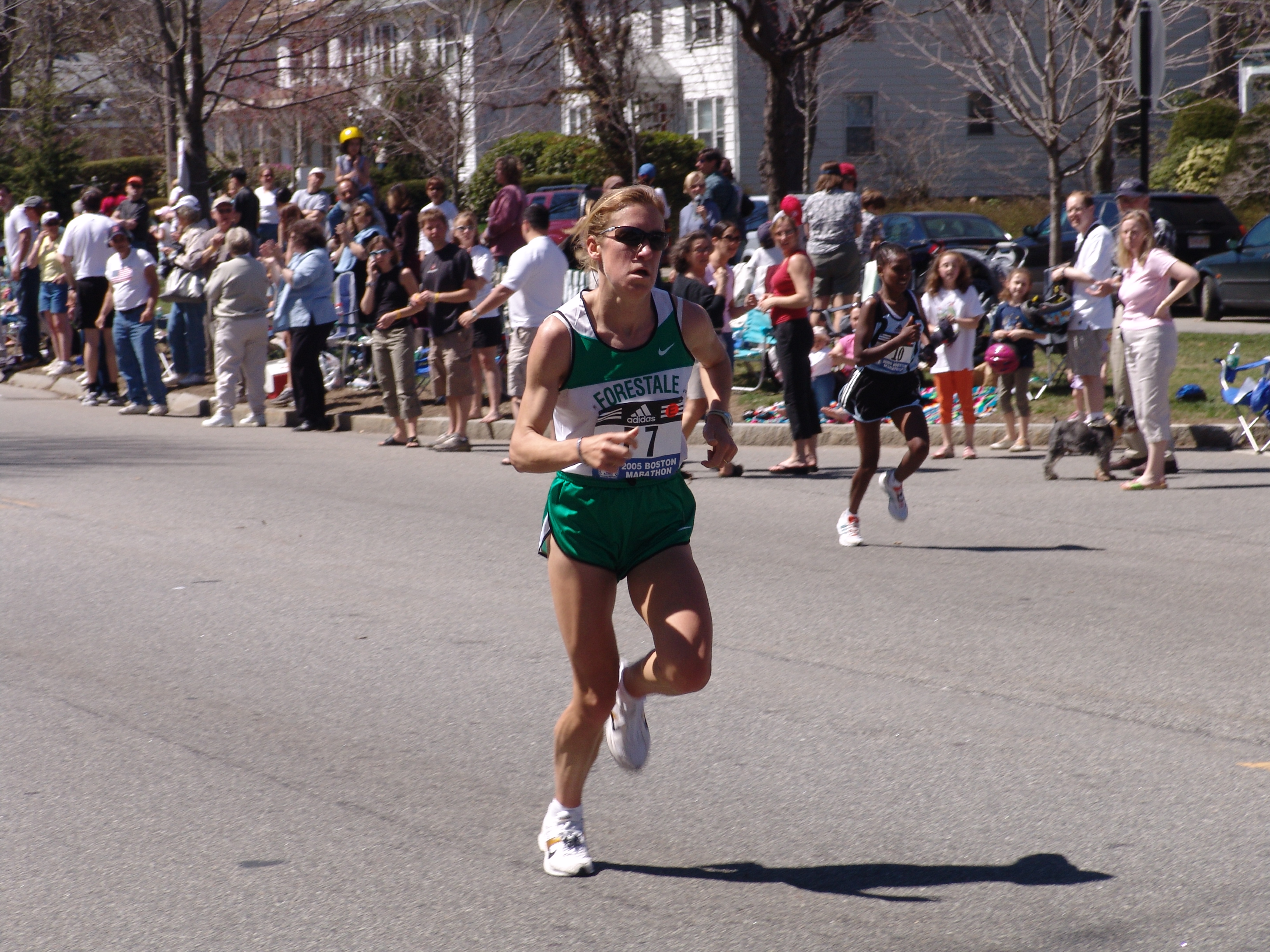
Bruna Genovese kam auf den zehnten Platz

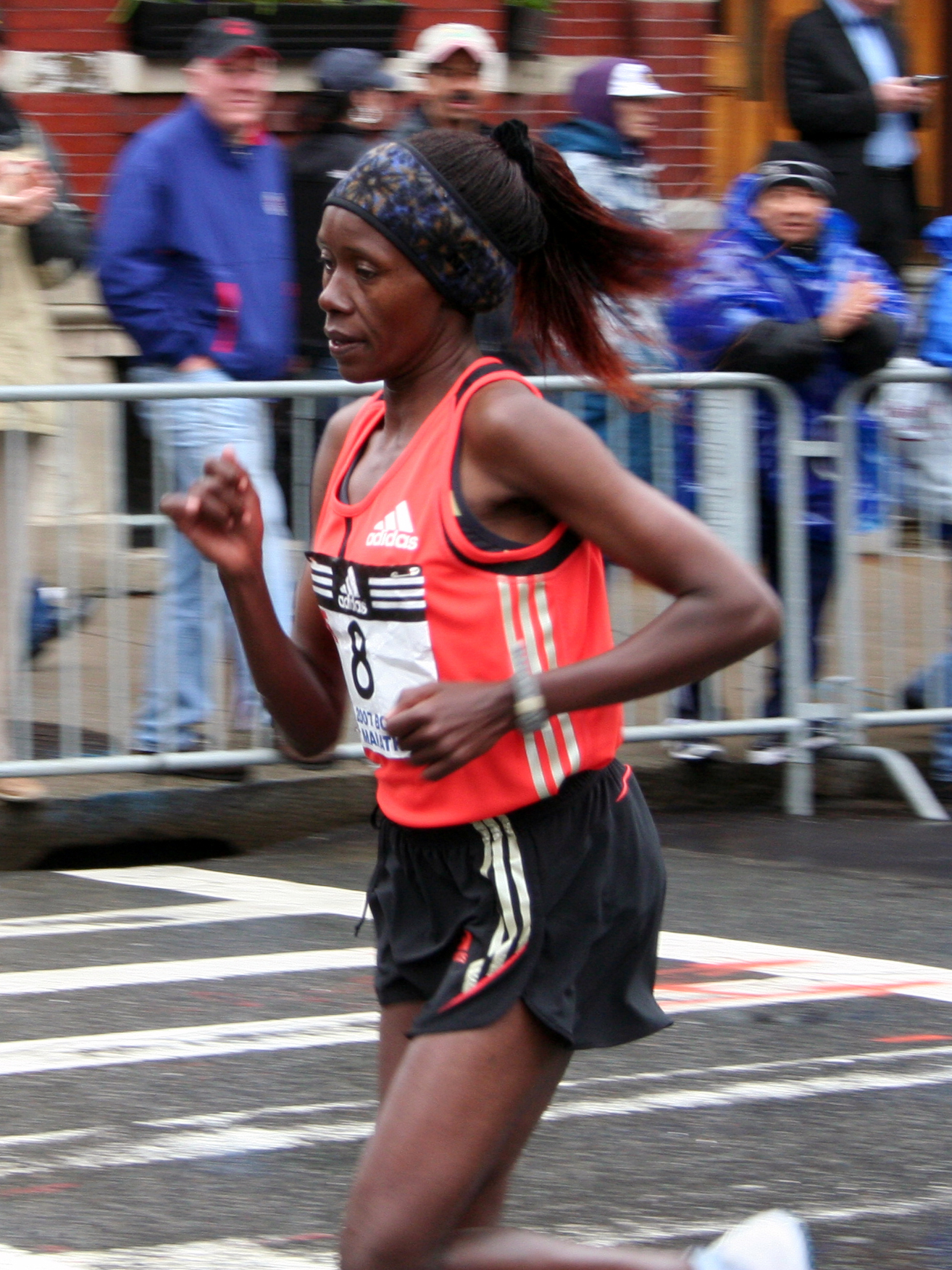
Die Olympiaelfte Alice Chelangat

### Ergebnis
22. August 2004, 18:00 Uhr – Ortszeit Athen (UTC+2) / Temperaturen um 35 °C
| Zwischenzeiten      | Zwischenzeiten | Zwischenzeiten                                                                              | Zwischenzeiten |
| Zwischenzeit- Marke | Zwischenzeit   | Führende                                                                                    | 5-km-Zeit      |
| ------------------- | -------------- | ------------------------------------------------------------------------------------------- | -------------- |
| 5 km                | 17:09 min      | Kenza Wahbi mit großer Gruppe                                                               | 17:09 min      |
| 10 km               | 34:25 min      | Paula Radcliffe mit großer Spitzengruppe                                                    | 17:16 min      |
| 15 km               | 52:11 min      | Mizuki Noguchi mit 9köpfiger Spitzengruppe                                                  | 17:46 min      |
| 20 km               | 1:09:57 h00    | Elfenesh Alemu mit 9köpfiger Spitzengruppe                                                  | 17:45 min      |
| 25 km               | 1:28:05 h00    | Mizuki Noguchi mit 7köpfiger Spitzengruppe                                                  | 18:08 min      |
| 30 km               | 1:45:02 h00    | Mizuki Noguchi / Alemu – 28 s zurück / Radcliffe – 31 s zurück / Ndereba – 37 s zurück      | 16:57 min      |
| 35 km               | 2:02:04 h00    | Mizuki Noguchi / Ndereba – 28 s zurück / Radcliffe – 1 min zurück                           | 17:02 min      |
| 40 km               | 2:19:00 h00    | Mizuki Noguchi / Ndereba – 12 s zurück / Alemu – 1:17 min zurück / Kastor – 1:35 min zurück | 16:56 min      |

| Platz | Athletin                     | Land                | Zeit (h) |
| ----- | ---------------------------- | ------------------- | -------- |
| 01    | Mizuki Noguchi               | Japan               | 2:26:20  |
| 02    | Catherine Ndereba            | Kenia               | 2:26:32  |
| 03    | Deena Kastor                 | USA                 | 2:27:20  |
| 04    | Elfenesh Alemu               | Äthiopien           | 2:28:15  |
| 05    | Reiko Tosa                   | Japan               | 2:28:44  |
| 06    | Olivera Jevtić               | Serbien             | 2:31:15  |
| 07    | Naoko Sakamoto               | Japan               | 2:31:43  |
| 08    | Ljudmila Petrowa             | Russland            | 2:31:56  |
| 09    | Swetlana Sacharowa           | Russland            | 2:32:04  |
| 10    | Bruna Genovese               | Italien             | 2:32:50  |
| 11    | Alice Chelangat Nyerechi     | Kenia               | 2:33:52  |
| 12    | Zhang Shujing                | Volksrepublik China | 2:34:34  |
| 13    | Nuța Olaru                   | Rumänien            | 2:34:45  |
| 14    | Živilė Balčiūnaitė           | Litauen             | 2:35:01  |
| 15    | Corinne Raux                 | Frankreich          | 2:35:54  |
| 16    | Rosaria Console              | Italien             | 2:35:56  |
| 17    | Małgorzata Sobańska          | Polen               | 2:36:43  |
| 18    | Luminita Zaituc              | Deutschland         | 2:36:45  |
| 19    | Lee Eun-jung                 | Südkorea            | 2:37:23  |
| 20    | Constantina Tomescu          | Rumänien            | 2:37:31  |
| 21    | Jong Yong-ok                 | Nordkorea           | 2:37:52  |
| 22    | Li Helan                     | Volksrepublik China | 2:37:53  |
| 23    | Chung Yun-hee                | Südkorea            | 2:38:57  |
| 24    | Stine Larsen                 | Norwegen            | 2:39:55  |
| 25    | Liz Yelling                  | Großbritannien      | 2:40:13  |
| 26    | María Abel                   | Spanien             | 2:40:13  |
| 27    | Hafida Izem                  | Monaco              | 2:40:46  |
| 28    | Anna Pichrtová               | Tschechien          | 2:40:58  |
| 29    | Tracey Morris                | Großbritannien      | 2:41:00  |
| 30    | Kenza Wahbi                  | Monaco              | 2:41:36  |
| 31    | Kerryn McCann                | Australien          | 2:41:41  |
| 32    | Beatriz Ros                  | Spanien             | 2:41:51  |
| 33    | Zhou Chunxiu                 | Volksrepublik China | 2:42:54  |
| 34    | Jennifer Rhines              | USA                 | 2:43:52  |
| 35    | Choi Kyung-hee               | Südkorea            | 2:44:05  |
| 36    | Sandra Ruales                | Ecuador             | 2:44:28  |
| 37    | Maria Dolores Pulido         | Spanien             | 2:44:33  |
| 38    | Margarita Tapia              | Mexiko              | 2:46:14  |
| 39    | Colleen De Reuck             | USA                 | 2:46:30  |
| 40    | Albina Majorowa              | Russland            | 2:47:23  |
| 41    | Grażyna Syrek                | Polen               | 2:47:26  |
| 42    | Nili Abramski                | Israel              | 2:48:08  |
| 43    | Clarisse Rasoarizay          | Madagaskar          | 2:48:14  |
| 44    | Jane Salumäe                 | Estland             | 2:48:47  |
| 45    | Simona Staicu                | Ungarn              | 2:48:57  |
| 46    | Angélica Sánchez             | Mexiko              | 2:49:04  |
| 47    | Helena Sampaio               | Portugal            | 2:49:18  |
| 48    | Beáta Rakonczai              | Ungarn              | 2:49:41  |
| 49    | Annemette Jensen             | Dänemark            | 2:50:01  |
| 50    | Yeoryia Abatzidou            | Griechenland        | 2:50:01  |
| 51    | Liza Hunter-Galvan           | Neuseeland          | 2:50:23  |
| 52    | Hafida Gadi                  | Frankreich          | 2:50:29  |
| 53    | Gulsara Dodobojewa           | Tadschikistan       | 2:50:45  |
| 54    | Épiphanie Nyirabaramé        | Ruanda              | 2:54:50  |
| 55    | Sandra Torres                | Argentinien         | 2:54:48  |
| 56    | Jo Bun-hui                   | Nordkorea           | 2:55:54  |
| 57    | Hsu Yu-Fang                  | Chinesisch Taipeh   | 2:55:58  |
| 58    | Érika Olivera                | Chile               | 2:57:14  |
| 59    | Mariela González             | Kuba                | 3:02:20  |
| 60    | Ida Kovács                   | Ungarn              | 3:03:21  |
| 61    | Svetlana Șepelev-Tcaci       | Moldau              | 3:03:29  |
| 62    | Ana Dias                     | Portugal            | 3:08:11  |
| 63    | Inga Juodeškienė             | Litauen             | 3:09:18  |
| 64    | Mamokete Lechela             | Lesotho             | 3:11:56  |
| 65    | Agueda Amaral                | Osttimor            | 3:18:25  |
| 66    | Luwsanlchündegiin Otgonbajar | Mongolei            | 3:48:42  |
| DNF   | Nasria Azaidj                | Algerien            |          |
| DNF   | Irina Bogatschowa            | Kirgisistan         |          |
| DNF   | Monika Drybulska             | Polen               |          |
| DNF   | Nadia Ejjafini               | Bahrain             |          |
| DNF   | Marlene Fortunato            | Brasilien           |          |
| DNF   | Asha Gigi                    | Äthiopien           |          |
| DNF   | Ham Bong-sil                 | Nordkorea           |          |
| DNF   | Banuelia Katesigwa           | Tansania            |          |
| DNF   | Ulrike Maisch                | Deutschland         |          |
| DNF   | Rakiya Maraoui-Quétier       | Frankreich          |          |
| DNF   | Márcia Narloch               | Brasilien           |          |
| DNF   | Margaret Okayo               | Kenia               |          |
| DNF   | Lale Öztürk                  | Türkei              |          |
| DNF   | Paula Radcliffe              | Großbritannien      |          |
| DNF   | Lidia Șimon                  | Rumänien            |          |
| DNF   | Workenesh Tola               | Äthiopien           |          |

### Rennverlauf
Das Rennen wurde den Wetterbedingungen entsprechend nicht sehr schnell angegangen. So blieb das Teilnehmerfeld zunächst einmal zusammen. Nach fünfzehn Kilometern hatte sich eine erste neunköpfige Spitzengruppe gebildet, die bei Kilometer 25 auf sieben Läuferinnen geschrumpft war. Angeführt wurde die Gruppe von Vizeweltmeisterin Noguchi. Außerdem waren noch die Äthiopierin Elfenesh Alemu, Radcliffe, Tosa, Ndereba, Sakamoto und Olivera Jevtić aus Serbien und Montenegro mit dabei. Jetzt forcierte die führende Noguchi das Tempo deutlich und die Spitzengruppe fiel komplett auseinander. Bei Kilometer dreißig war Alemu Zweite mit einem Rückstand von 28 s, es folgten Radcliffe – 31 s zurück – und Ndereba – 37 s zurück.
Doch die Entscheidung war noch nicht gefallen. Alemu und Radcliffe, die sechs Kilometer vor dem Ziel das Rennen aufgab, fielen zwar weiter zurück, doch Nderebas Abstand zu Noguchi verkleinerte sich merklich. Bei Kilometer 35 lag Ndereba nur noch 28 Sekunden zurück, bei Kilometer vierzig waren es nur noch zwölf Sekunden. Von hinten arbeitete sich inzwischen die US-Läuferin Deena Kastor heran. Zwischen ihr und Alemu fiel die Entscheidung um die Bronzemedaille. Achtzehn Sekunden Rückstand hatte Kastor bei Kilometer vierzig noch auf Alemu gutzumachen. An der Spitze verteidigte Mizuki Noguchi ihren Vorsprung von zwölf Sekunden auf den letzten beiden Kilometern und wurde Olympiasiegerin vor Catherine Ndereba. Dahinter zog Kastor noch deutlich an Alemu vorbei. Deena Kastor gewann die Bronzemedaille genau eine Minute hinter der Olympiasiegerin und blieb zum Schluss 55 Sekunden vor Elfenesh Alemu. Reiko Tosa kam auf den fünften, Olivera Jevtić auf den sechsten und Naoko Sakamoto auf den siebten Platz. Achte wurde die Russin Ljudmila Petrowa.
Mizuki Noguchi gewann die vierte japanische Medaille im Marathonlauf der Frauen und die zweite Goldmedaille in Folge für Japan.
Agueda Amaral war die erste Olympionikin die für Osttimor startete. Im Jahr 2000 war sie als Unabhängige Olympiateilnehmerin an den Start gegangen.

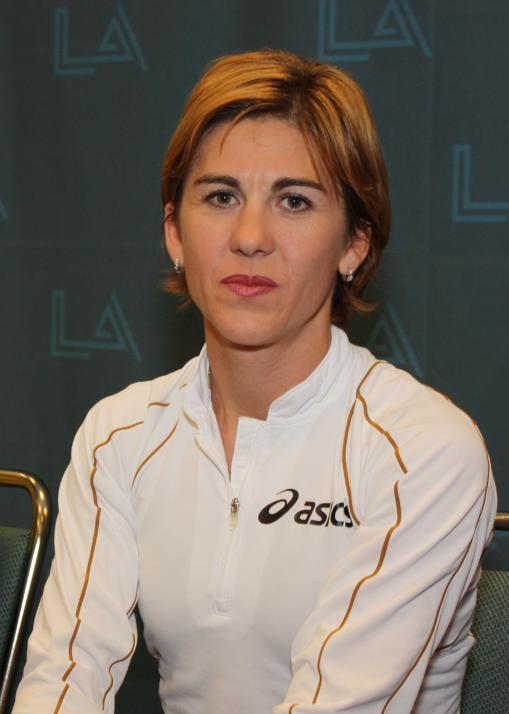
Nuța Olaru kam als Dreizehnte ins Ziel
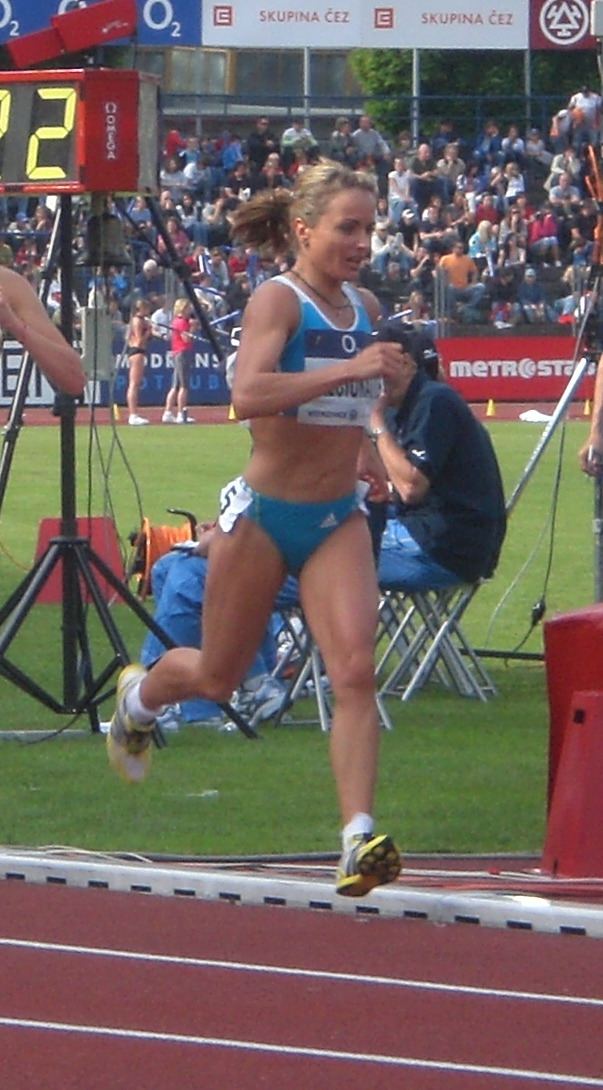
Živilė Balčiūnaitė wurde Vierzehnte
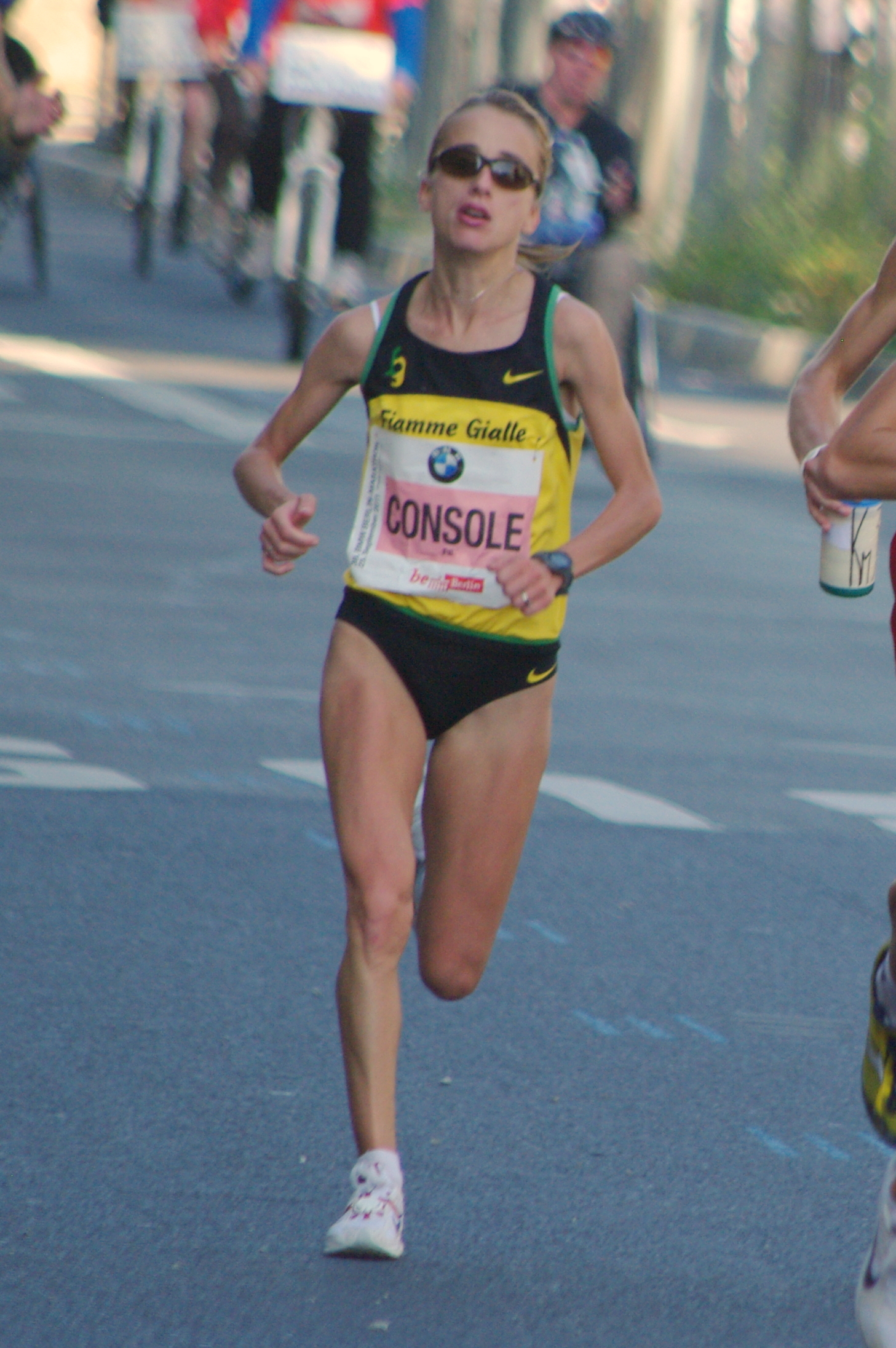
Rosaria Console belegte Platz sechzehn
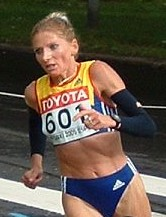
Constantina Tomescu – Rang zwanzig
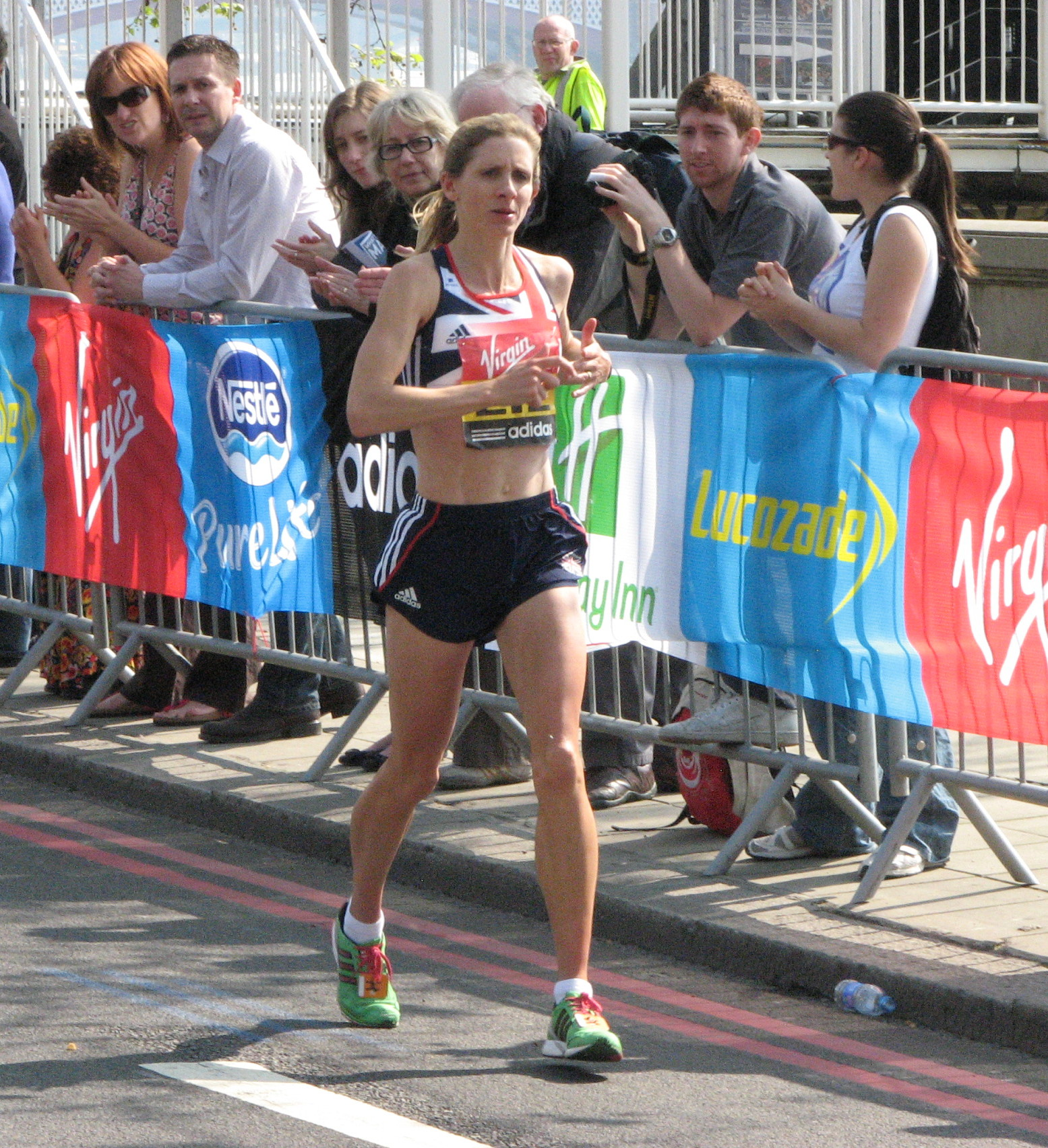
Liz Yelling – Rang 25
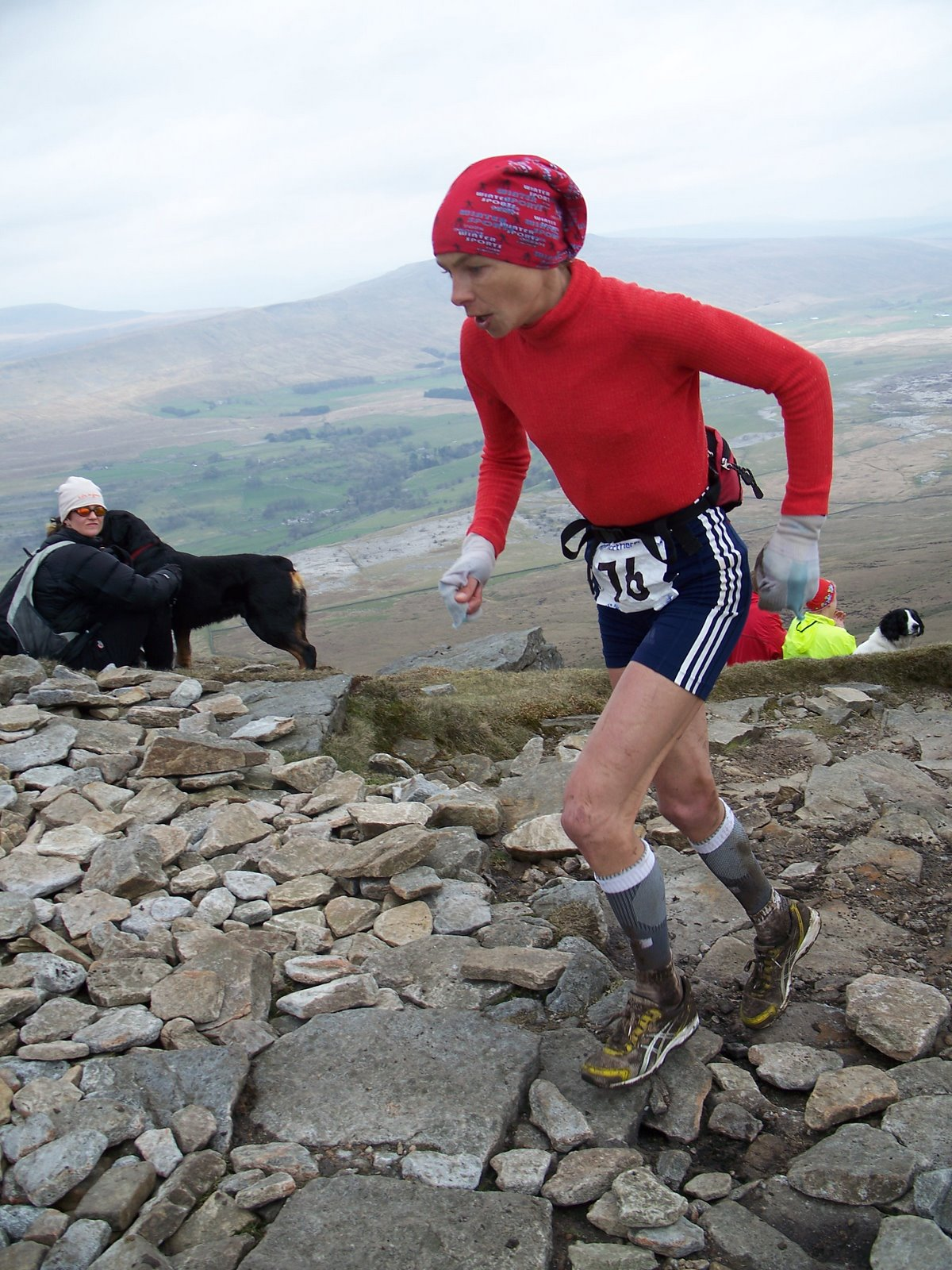
Anna Pichrtová – Rang 28
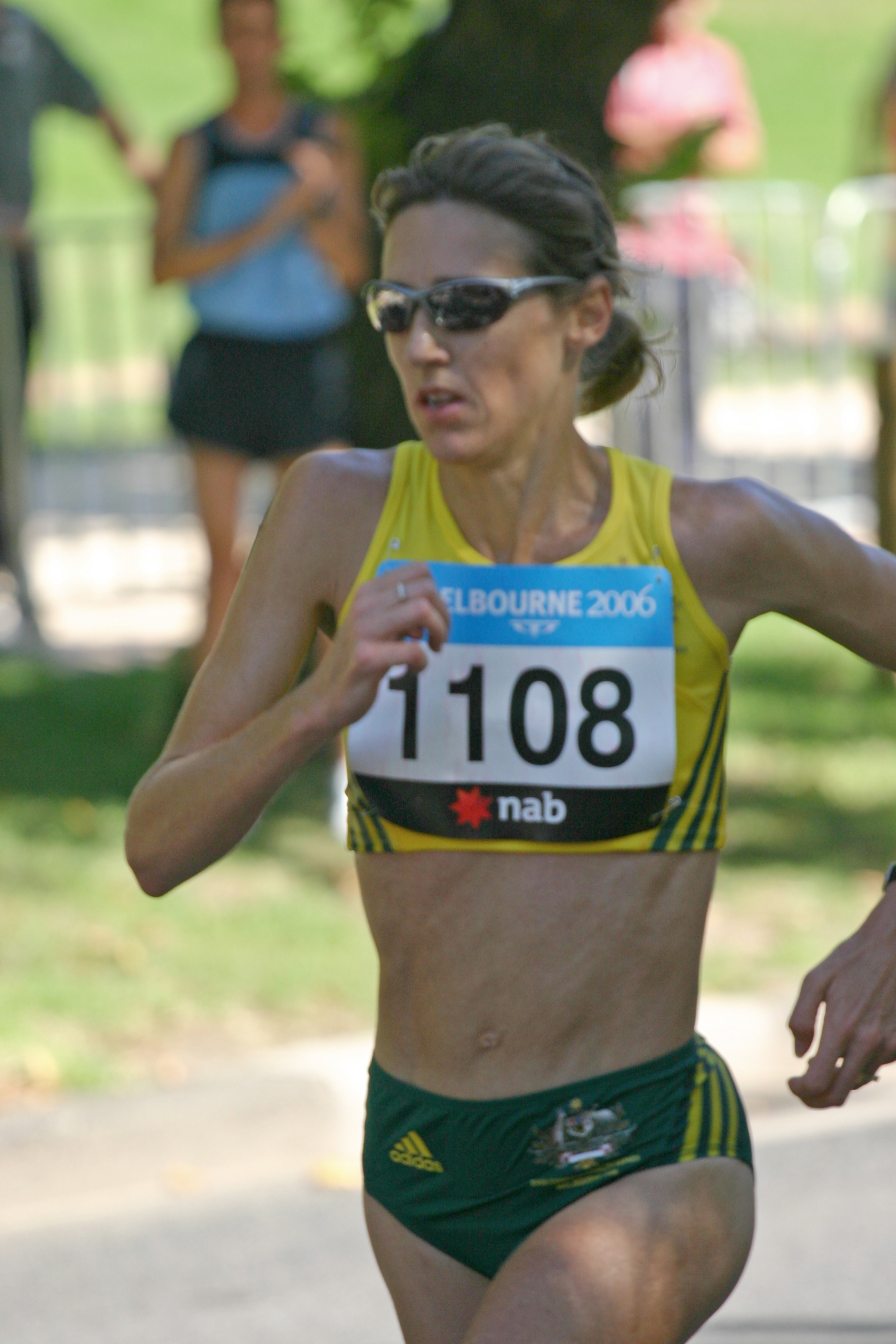
Kerryn McCann kam als 31. ins Ziel
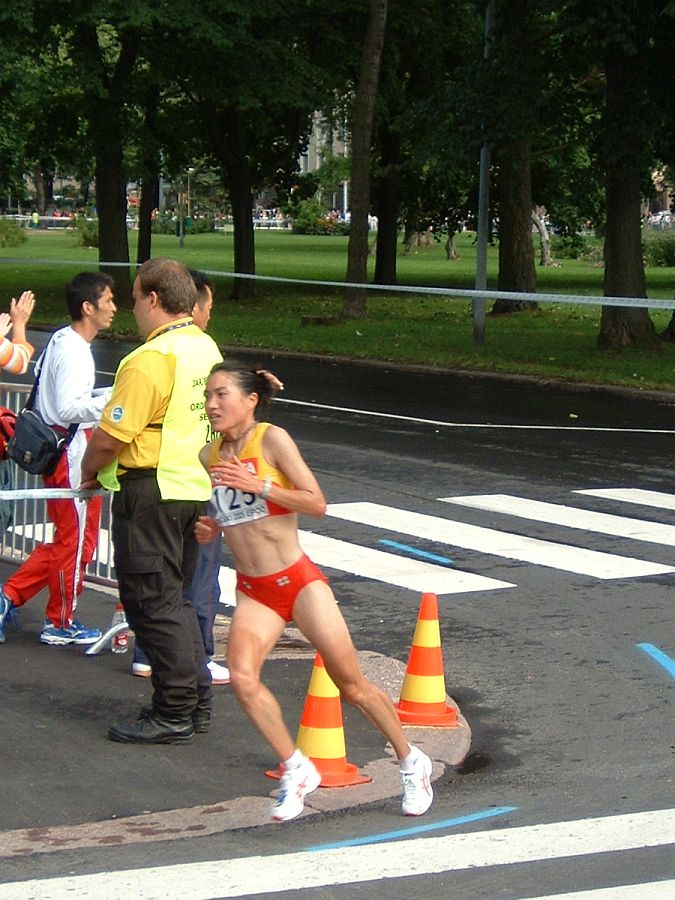
Zhou Chunxiu belegte Rang 33
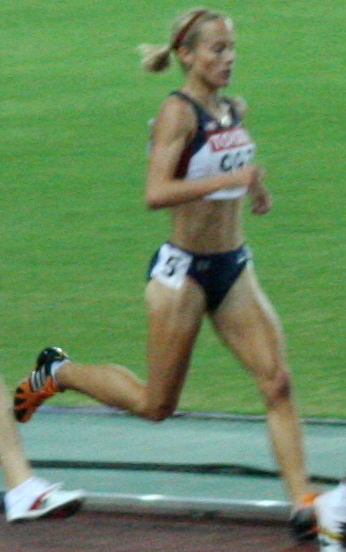
Jennifer Rhines – Rang 34
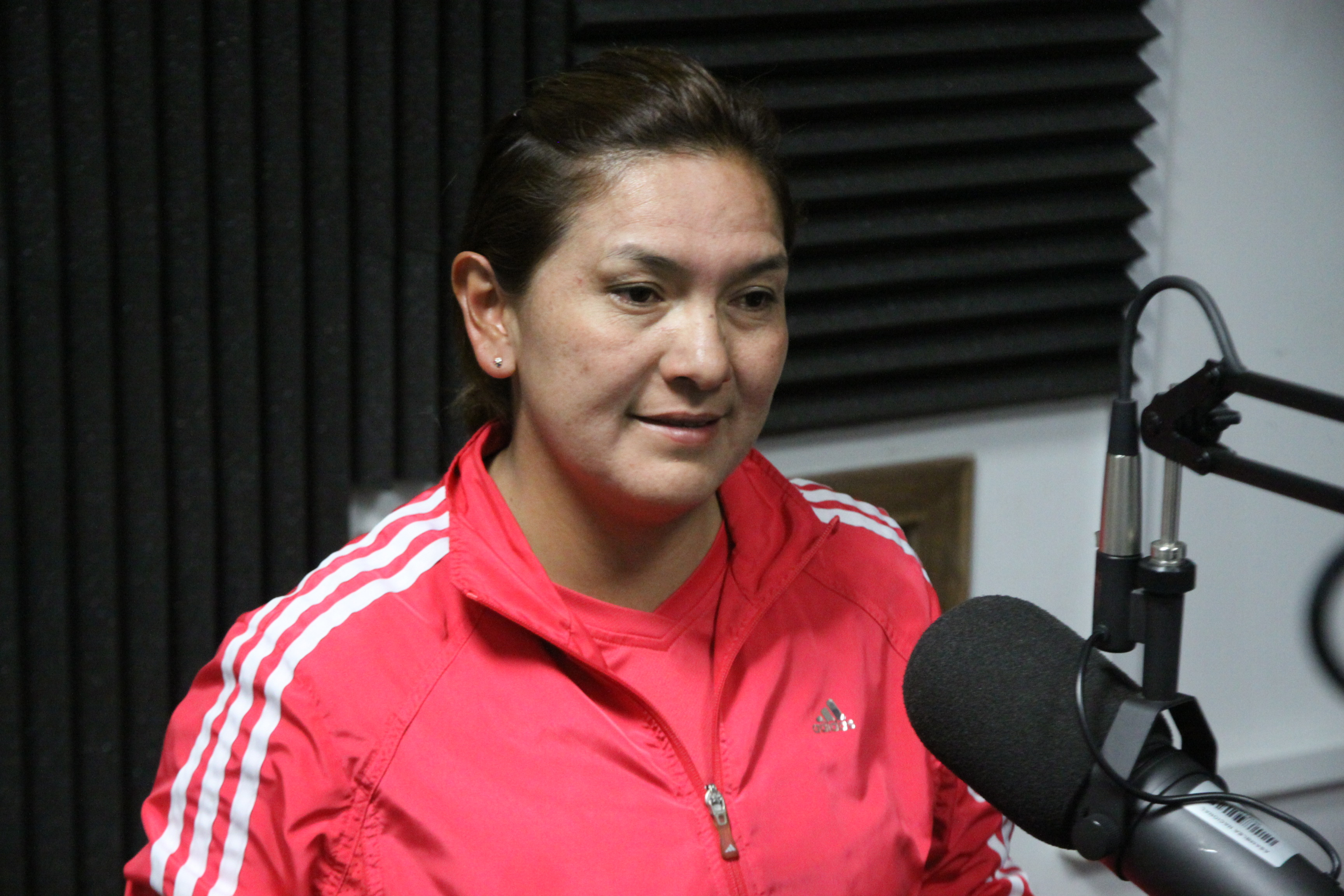
Sandra Ruales wurde 36.
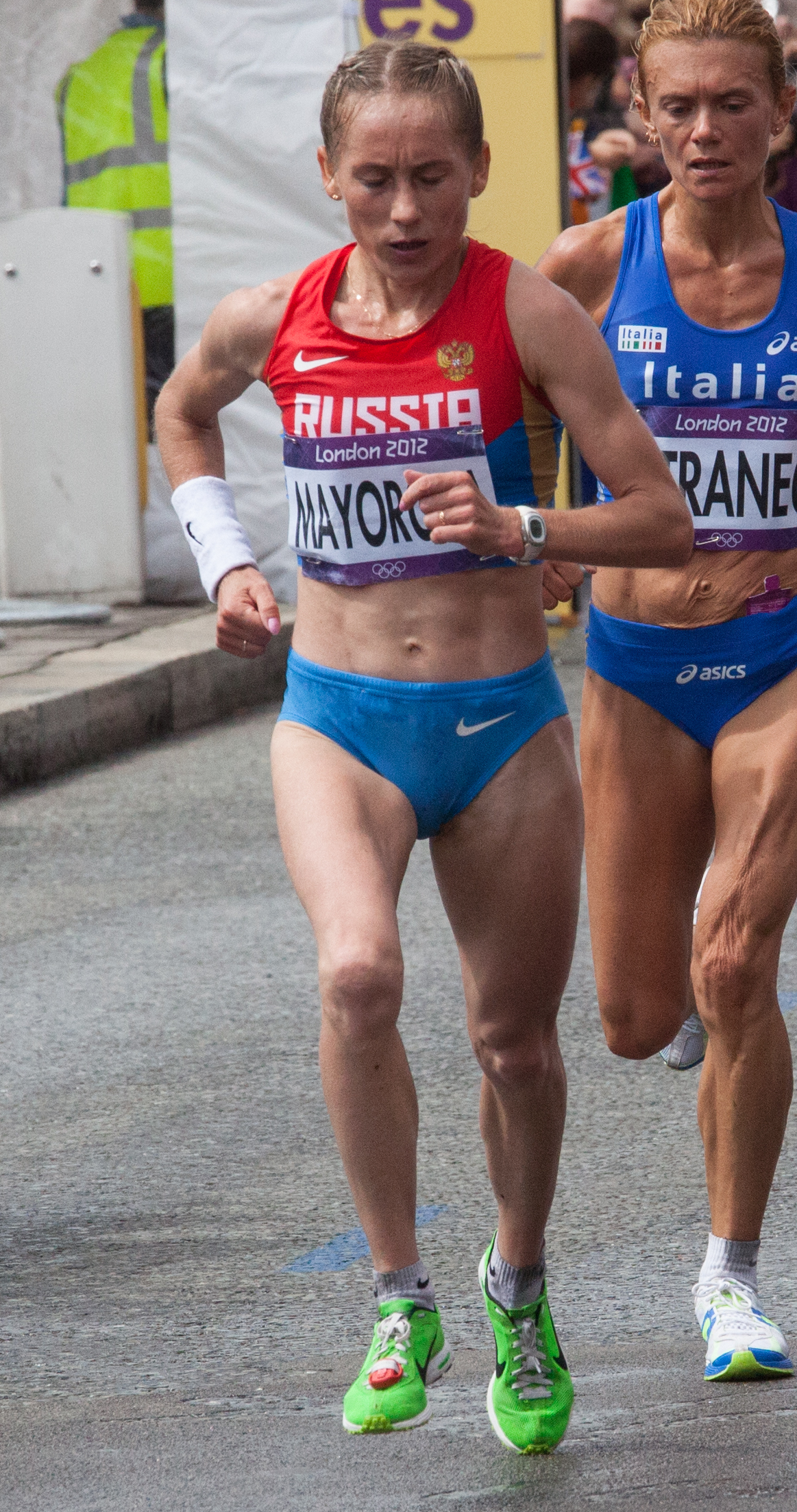
Albina Majorowa (rotes Trikot) – Rang vierzig
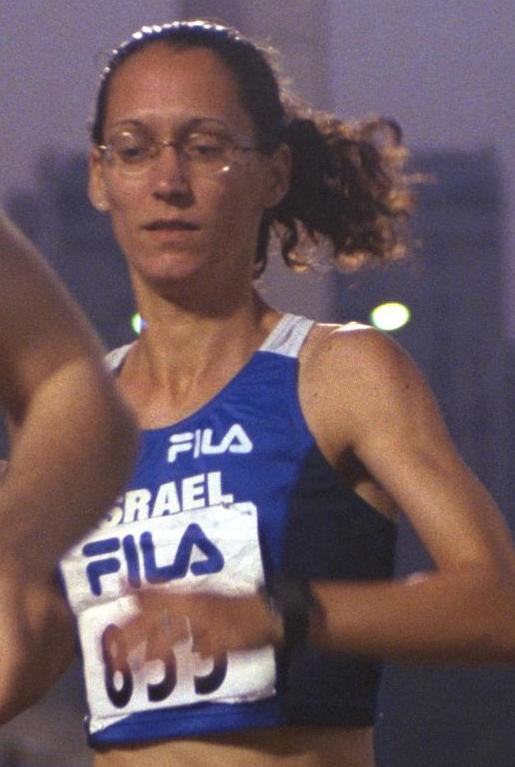
Nili Abramski – Rang 42
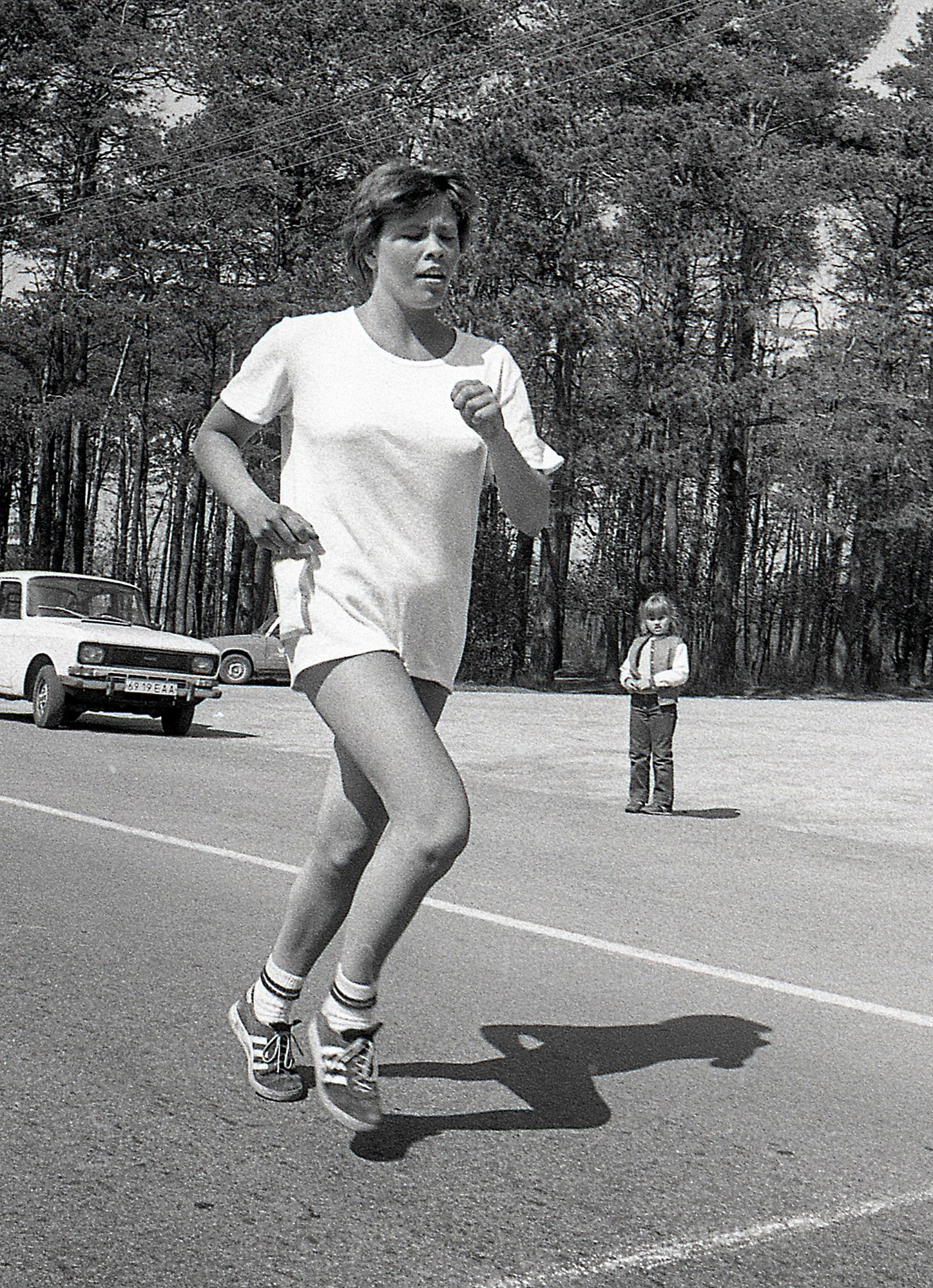
Jane Salumäe – Rang 44
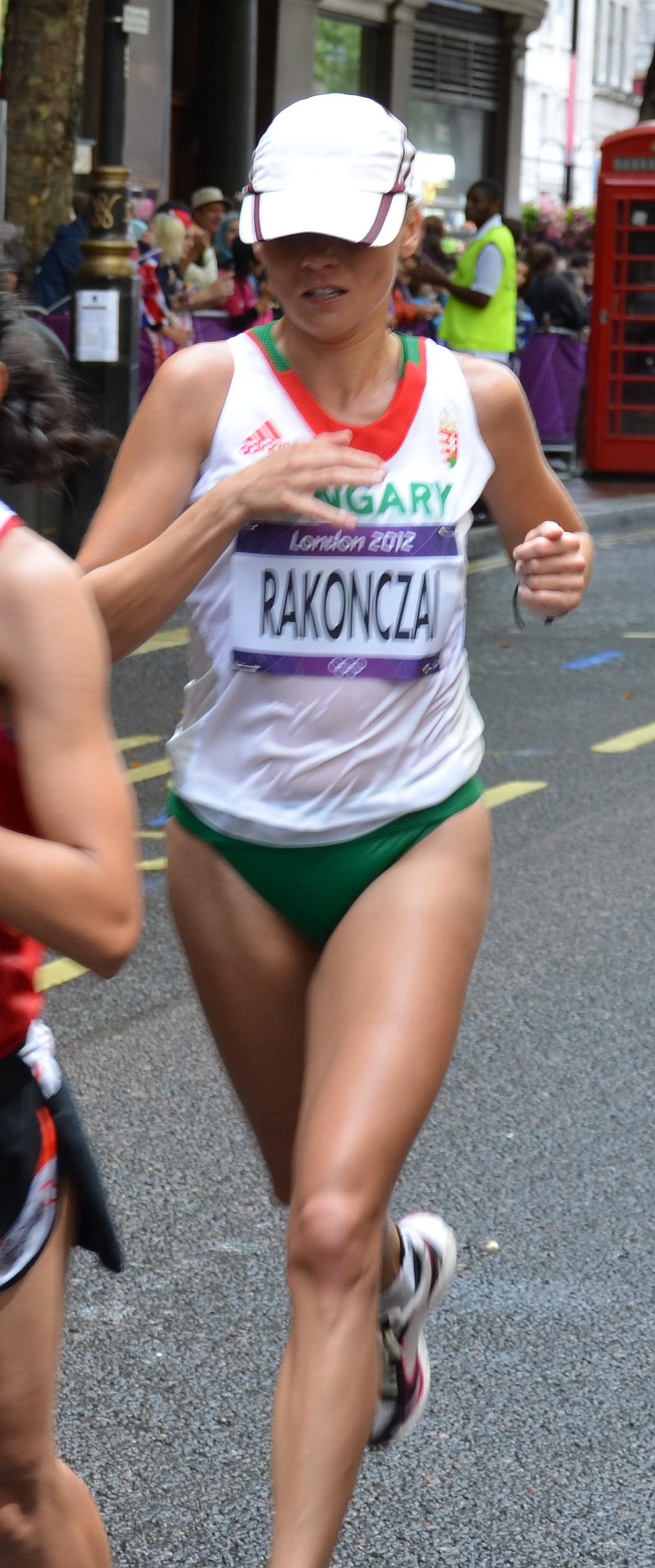
Beáta Rakonczai – Rang 48
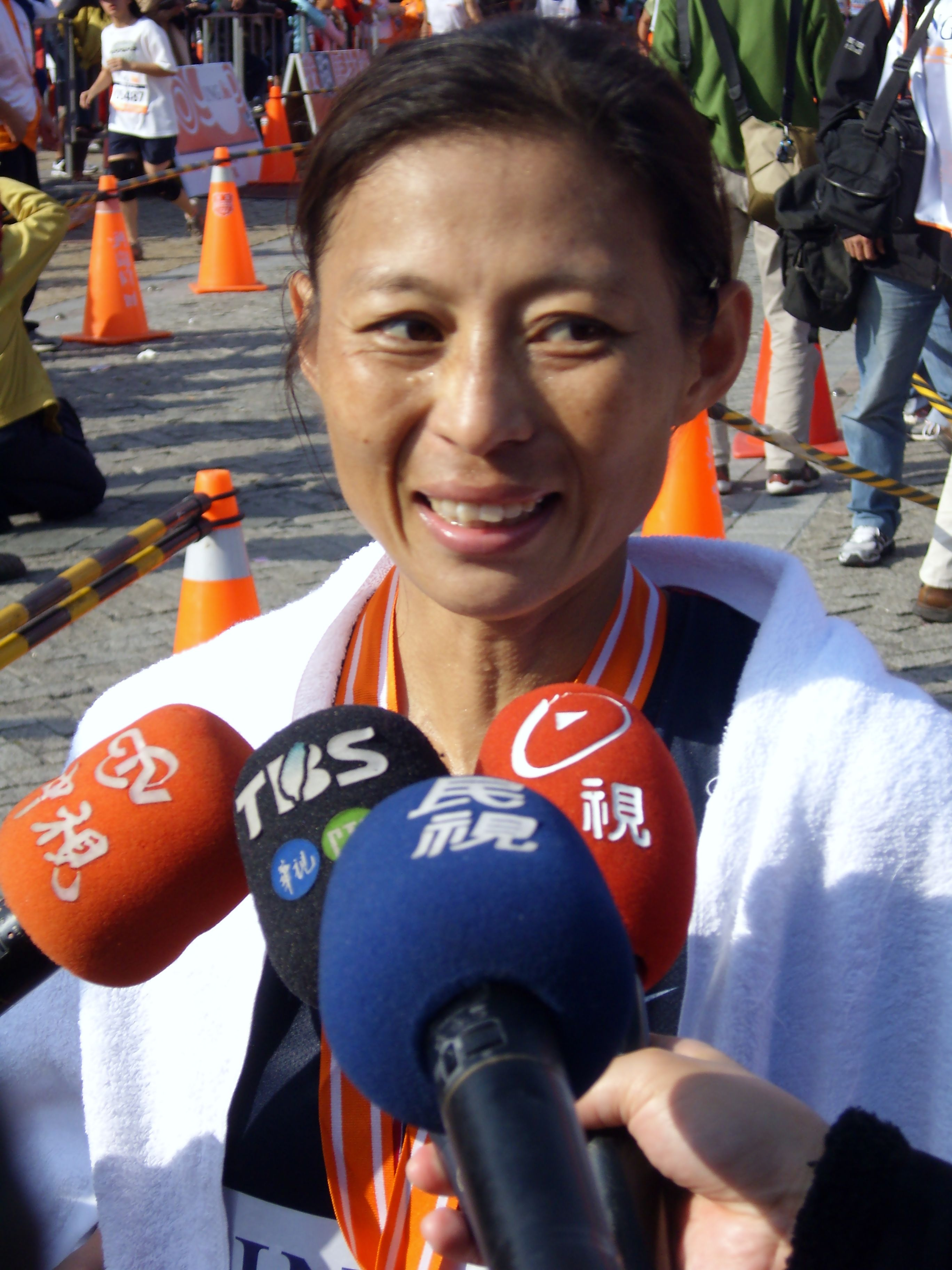
Hsu Yu-Fang – Rang 57
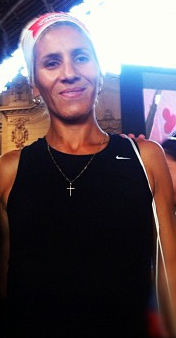
Érika Olivera belegte Platz 58
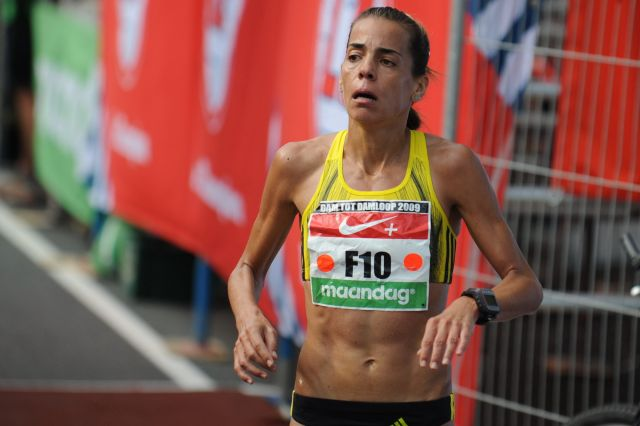
Ana Dias kam auf den 62. Rang
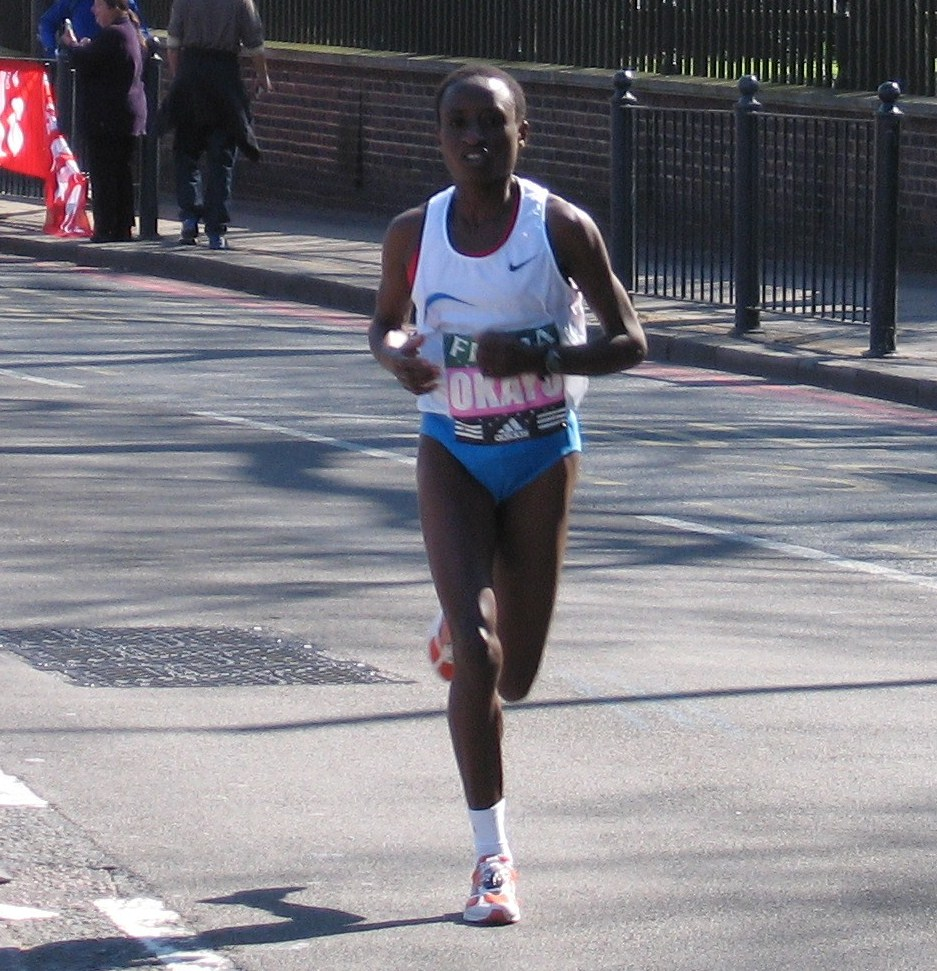
Margaret Okayo – nicht im Ziel
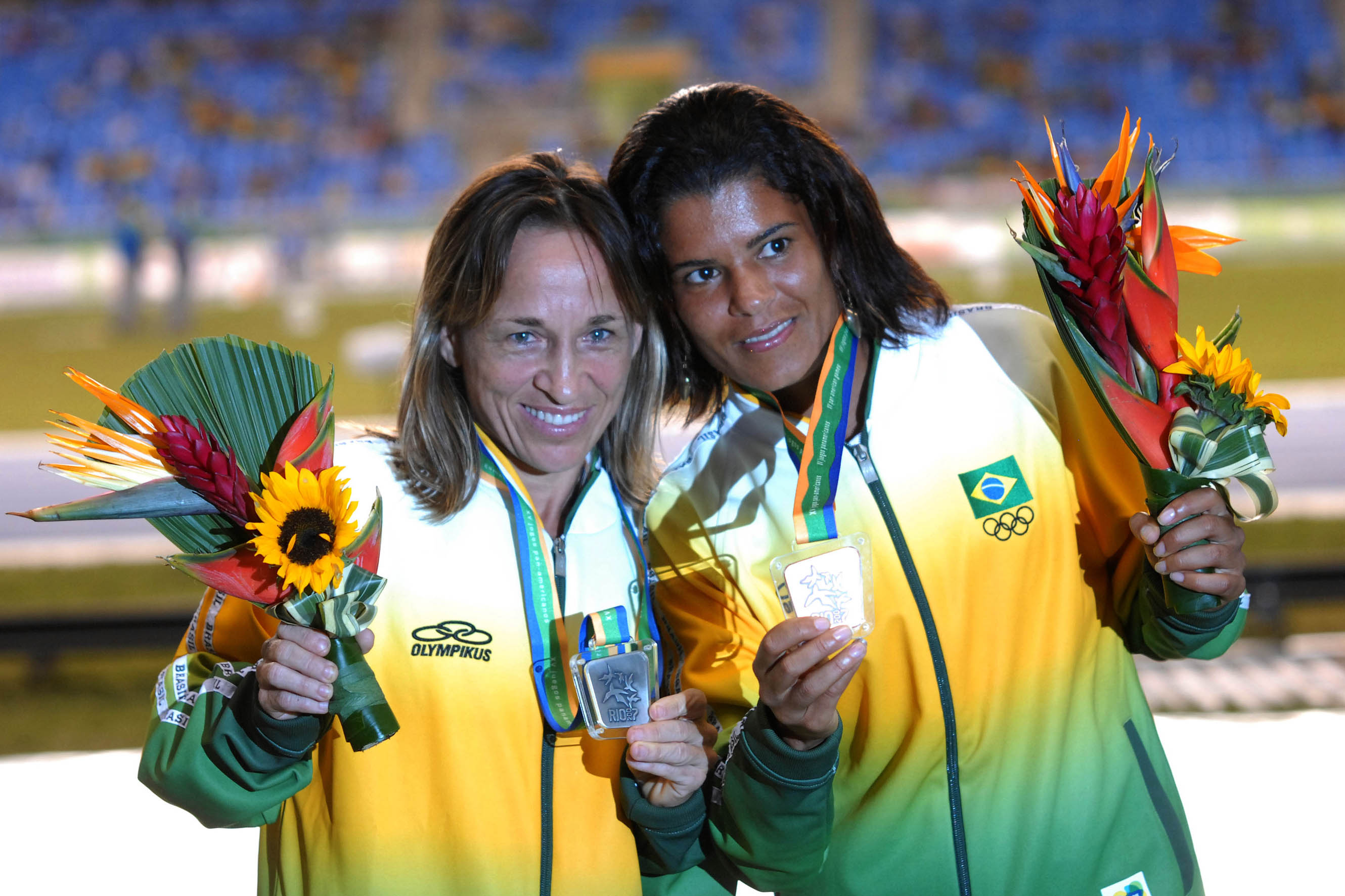
Márcia Narloch (links) – nicht im Ziel
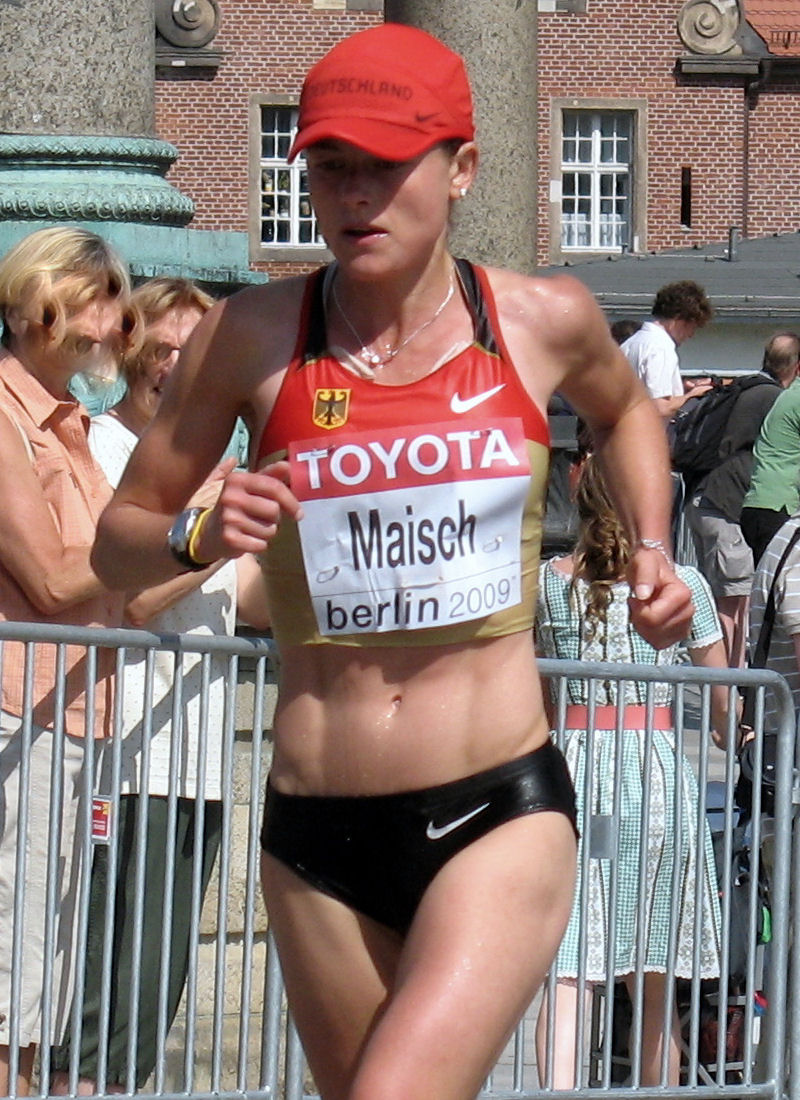
Ulrike Maisch – nicht im Ziel
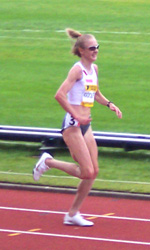
Paula Radcliffe – nicht im Ziel
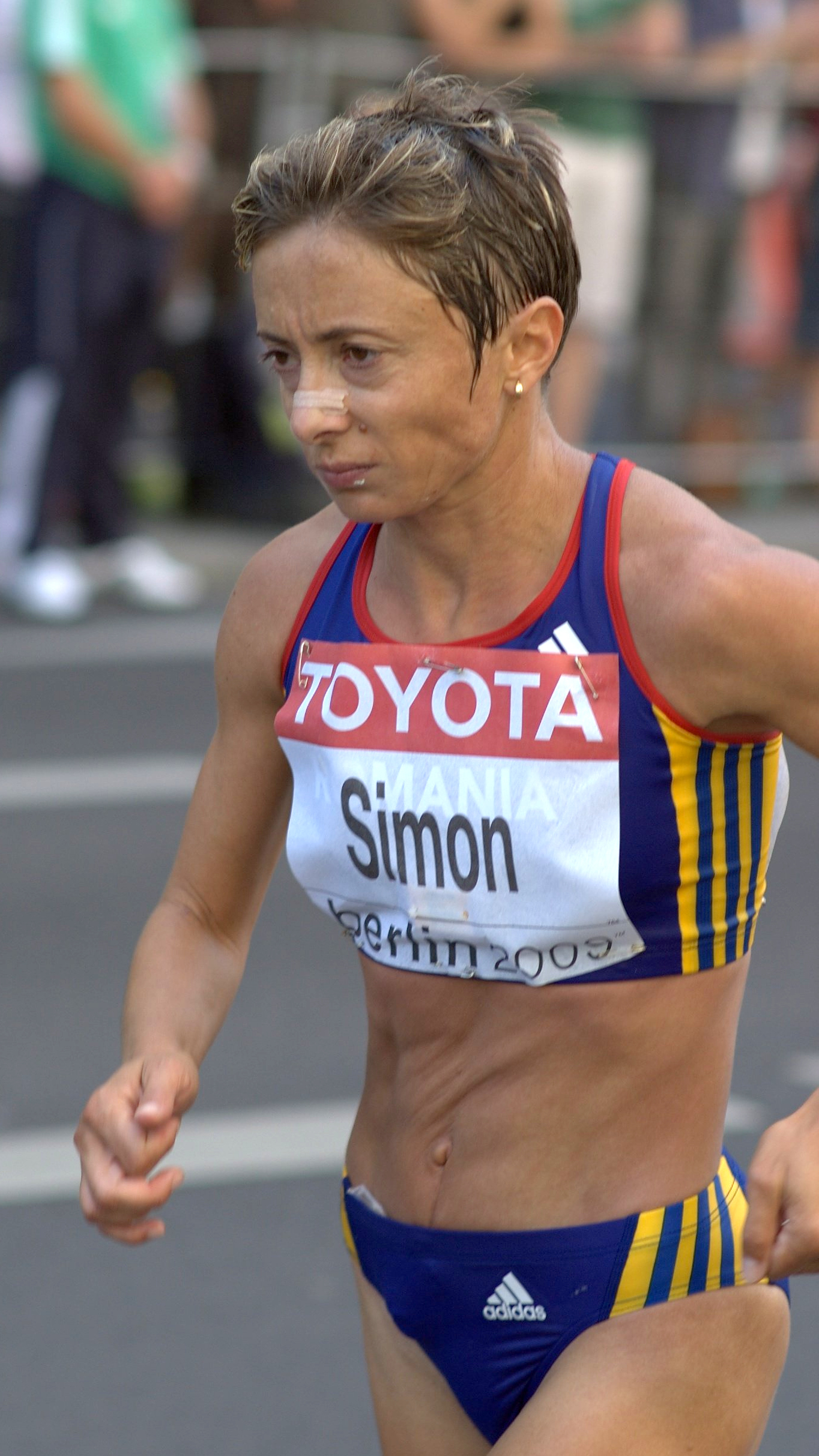
Lidia Șimon – nicht im Ziel
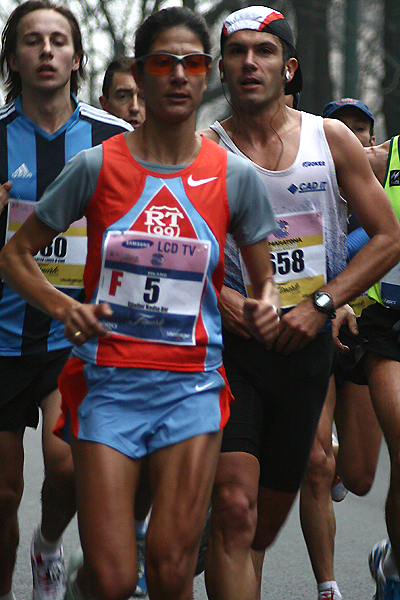
Nadia Ejjafini – nicht im Ziel

## Videolinks
- Mizuki Noguchi, Gold Medal 2004 Athens Olympic games Women's marathon, youtube.com, abgerufen am 25. Februar 2022
- 2004 Olympics. Women's Marathon, youtube.com, abgerufen am 10. Mai 2018
- Deena Kastor grabs Bronze @ 2004 Athens Olympic Marathon, youtube.com, abgerufen am 10. Mai 2018
- Paula Radcliffe Drops Out @ 2004 Athens Olympic Marathon, youtube.com, abgerufen am 10. Mai 2018